# Mimostrangalia kappanzanensis
Mimostrangalia kappanzanensis là một loài bọ cánh cứng trong họ Cerambycidae.